# Olympische Sommerspiele 1984/Teilnehmer (Madagaskar)
| Gelbes Symbol für Goldmedaillen mit stilisierten Olympischen Ringen | Graues Symbol für Silbermedaillen mit stilisierten Olympischen Ringen | Braundes Symbol für Bronzemedaillen mit stilisierten Olympischen Ringen |
| ------------------------------------------------------------------- | --------------------------------------------------------------------- | ----------------------------------------------------------------------- |
| —                                                                   | —                                                                     | —                                                                       |

Madagaskar nahm an den Olympischen Sommerspielen 1984 in Los Angeles mit einer Delegation von fünf Athleten (alles Männer) teil. Es war die fünfte Teilnahme Madagaskars an Olympischen Sommerspielen. Zum Fahnenträger bei der Eröffnungsfeier wurde der Boxer Jean-Luc Bezoky gewählt.

## Teilnehmer nach Sportarten

### Boxen
| Athleten             | Wettbewerb    | 1. Runde | 1. Runde | Achtelfinale   | Achtelfinale                     | Viertelfinale | Viertelfinale | Halbfinale    | Halbfinale    | Finale        | Finale        | Rang |
| Athleten             | Wettbewerb    | Gegner   | Ergebnis | Gegner         | Ergebnis                         | Gegner        | Ergebnis      | Gegner        | Ergebnis      | Gegner        | Ergebnis      | Rang |
| -------------------- | ------------- | -------- | -------- | -------------- | -------------------------------- | ------------- | ------------- | ------------- | ------------- | ------------- | ------------- | ---- |
| Herren               |               |          |          |                |                                  |               |               |               |               |               |               |      |
| Jean-Luc Bezoky      | Federgewicht  | Freilos  | Freilos  | Javier Camacho | technischer K.O. in der 3. Runde | ausgeschieden | ausgeschieden | ausgeschieden | ausgeschieden | ausgeschieden | ausgeschieden | 17   |
| Milson Randrianasolo | Leichtgewicht | Freilos  | Freilos  | John Kalbhenn  | technischer K.O. in der 1. Runde | ausgeschieden | ausgeschieden | ausgeschieden | ausgeschieden | ausgeschieden | ausgeschieden | 17   |
| Paul Rasamimanana    | Weltergewicht | Freilos  | Freilos  | Mickey Hughes  | 0:5 Punktniederlage              | ausgeschieden | ausgeschieden | ausgeschieden | ausgeschieden | ausgeschieden | ausgeschieden | 32   |

### Leichtathletik
Laufen und Gehen 
| Athleten                 | Wettbewerb | Vorlauf   | Vorlauf   | Viertelfinale | Viertelfinale | Halbfinale    | Halbfinale    | Finale        | Finale        | Rang |
| Athleten                 | Wettbewerb | Zeit      | Rang      | Zeit          | Rang          | Zeit          | Rang          | Zeit          | Rang          | Rang |
| ------------------------ | ---------- | --------- | --------- | ------------- | ------------- | ------------- | ------------- | ------------- | ------------- | ---- |
| Herren                   |            |           |           |               |               |               |               |               |               |      |
| Arsène Randriamahazomana | 400 m      | 48,86 s   | 8         | ausgeschieden | ausgeschieden | ausgeschieden | ausgeschieden | ausgeschieden | ausgeschieden | -    |
| Jules Randrianarivelo    | Marathon   | 2:43:05 h | 2:43:05 h | 2:43:05 h     | 2:43:05 h     | 2:43:05 h     | 2:43:05 h     | 2:43:05 h     | 2:43:05 h     | 72   |

## Weblink
- Olympiamannschaft Madagaskars 1984 in der Datenbank von Sports-Reference (englisch; archiviert vom Original)